# 4-es metró (Párizs)
A párizsi 4-es metró, Párizs negyedik metróvonala, melynek első szakaszát 1908. április 21-én nyitották meg. A Porte de Clignancourt és a Mairie de Montrouge állomások között közlekedik. Párizs első metróvonala, mely áthaladt a Szajna alatt is, miközben érinti Cité szigetét.
A 13,9 km-es vonal a város második legforgalmasabb vonala, 2009-ben több mint 172 millió utasa volt.

## Képgaléria

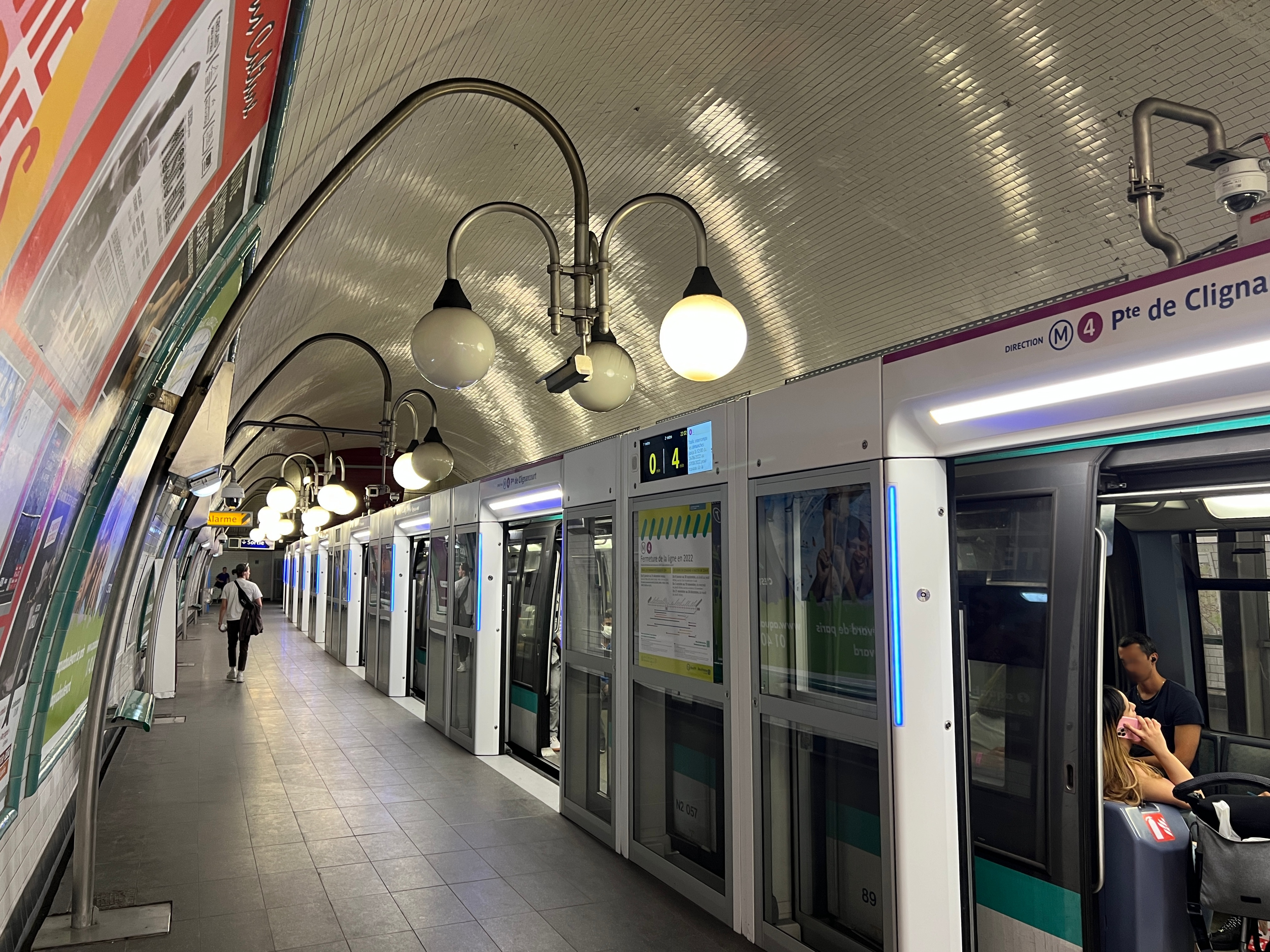
Cité
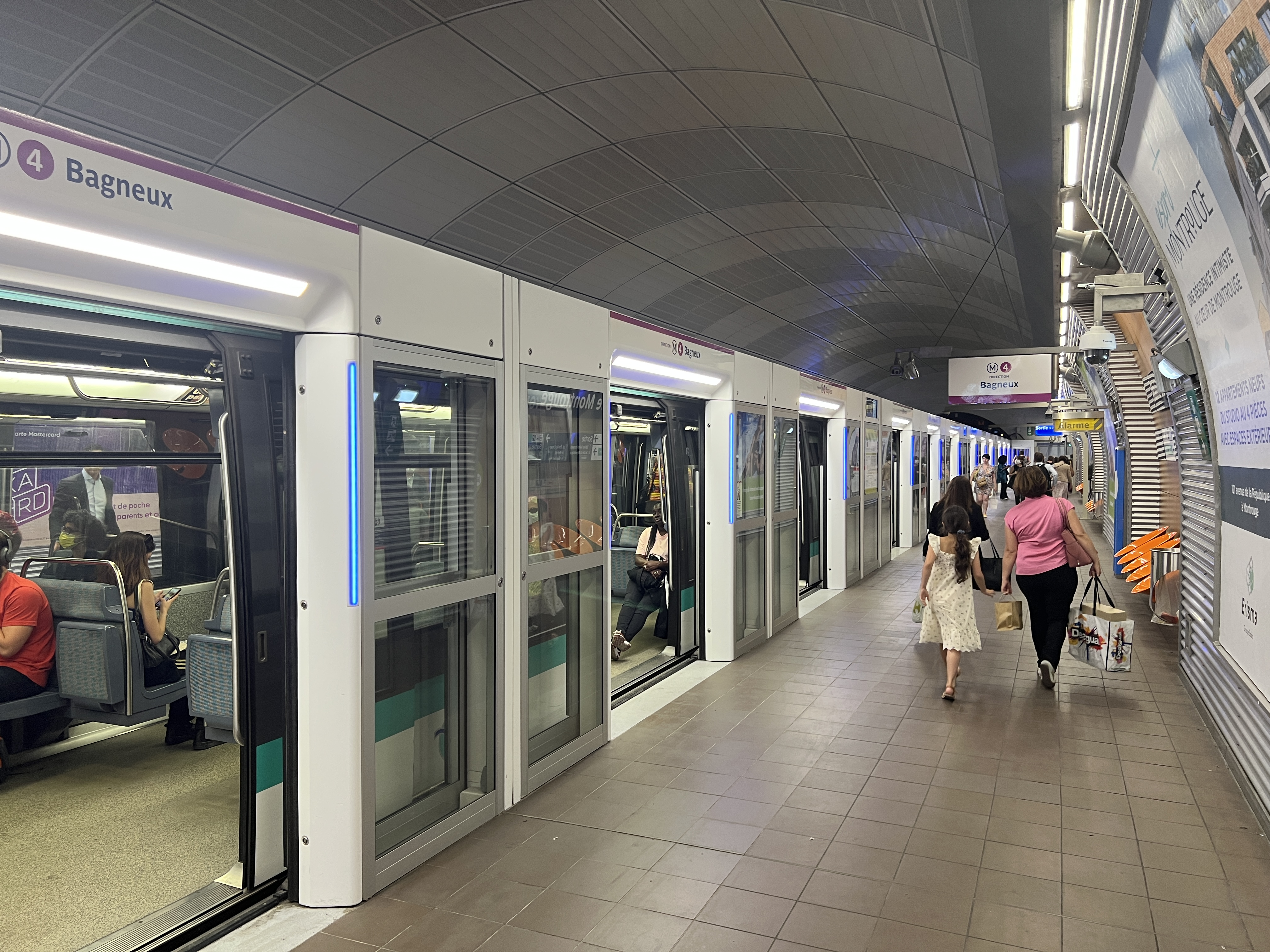
Mairie de Montrouge
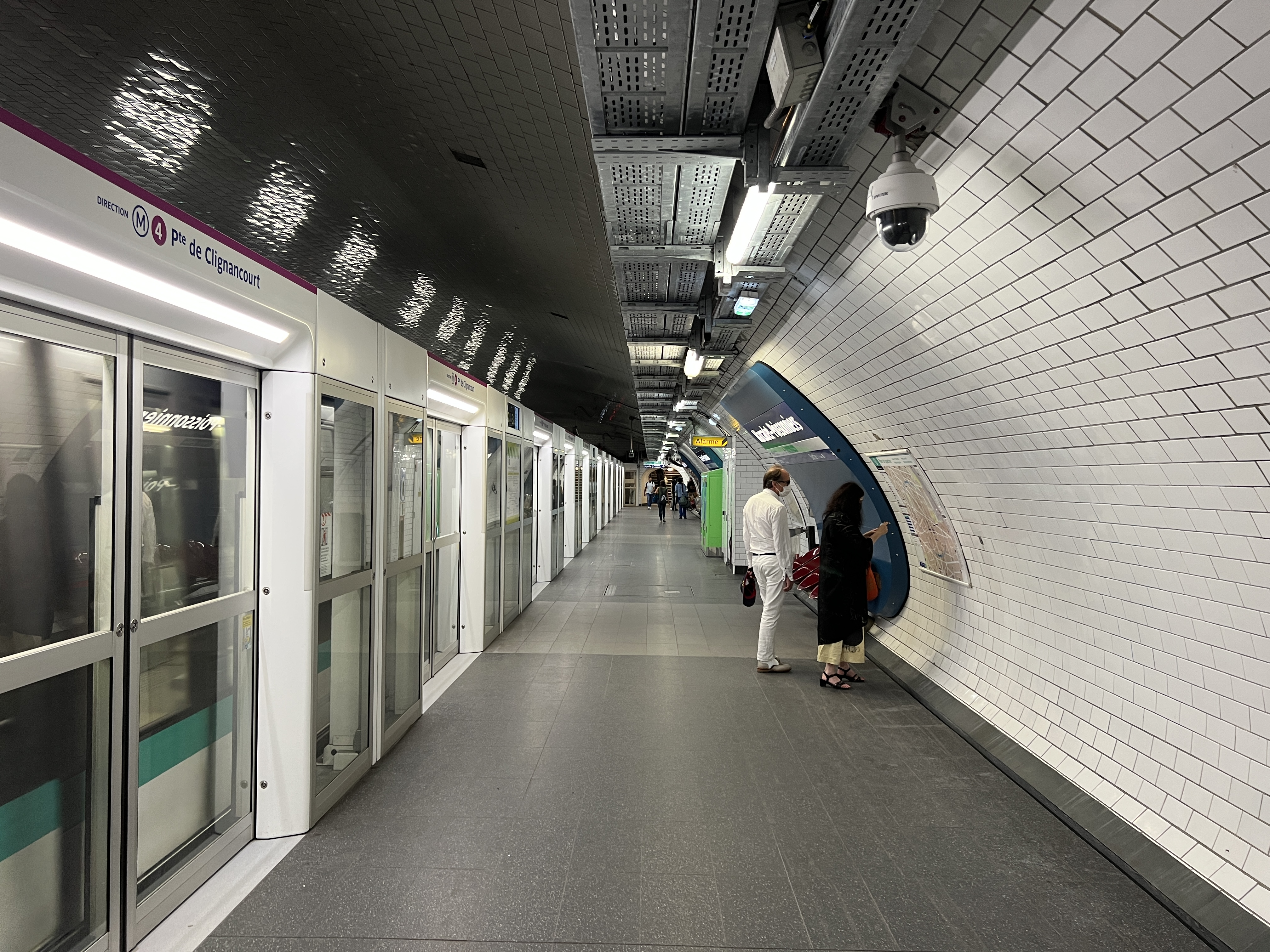
Marcadet – Poissonniers
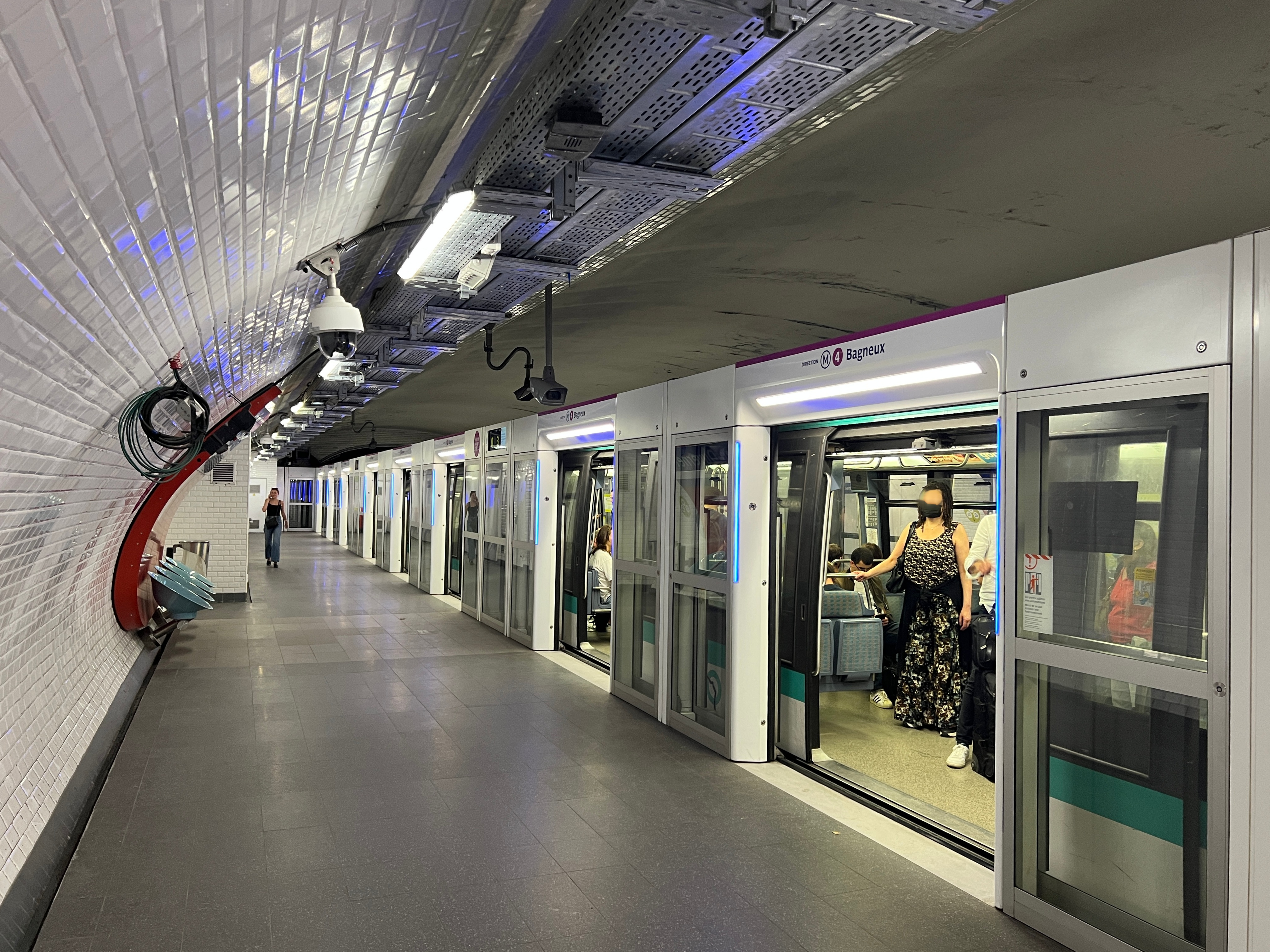
Mouton-Duvernet
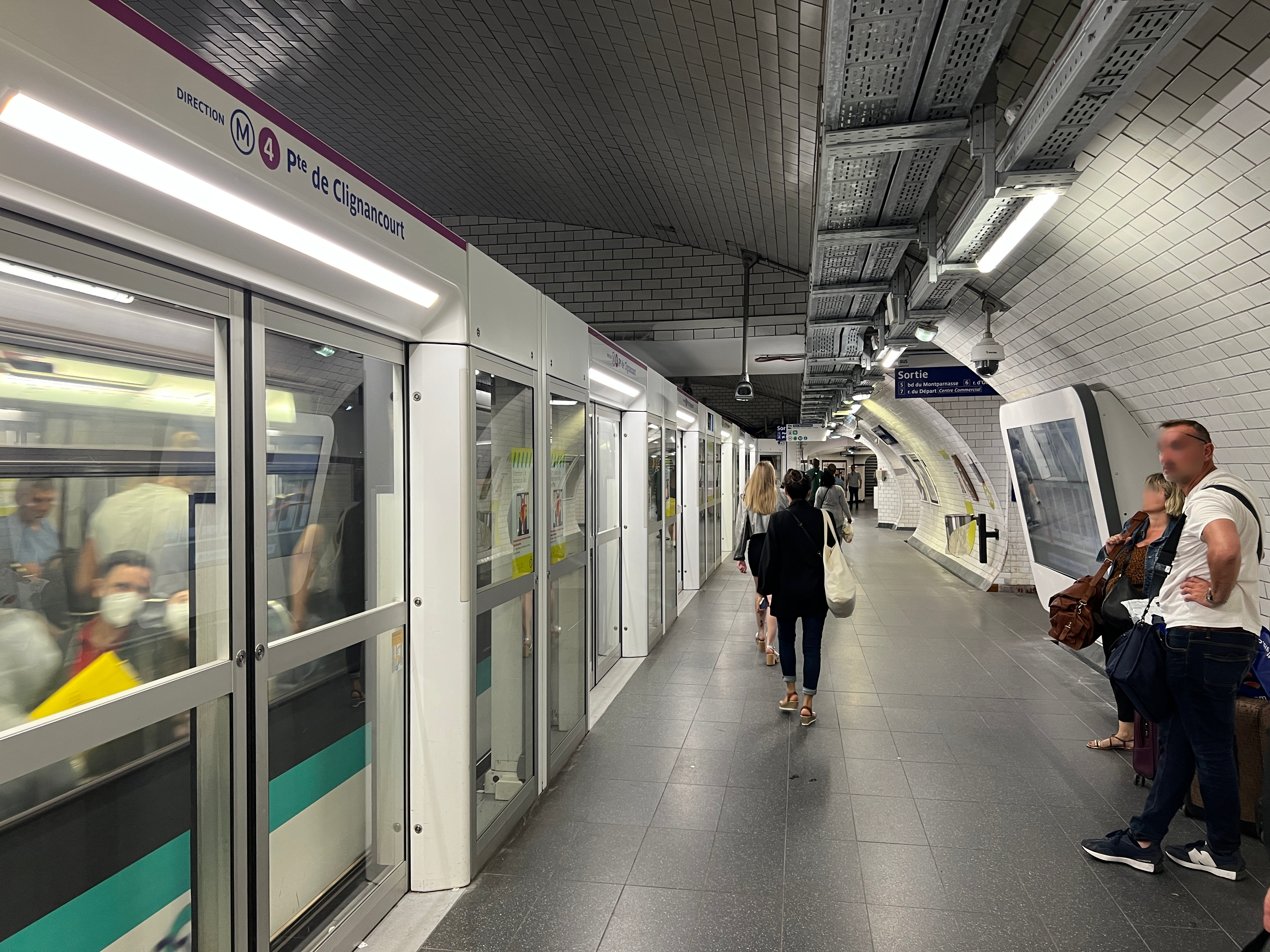
Montparnasse – Bienvenüe
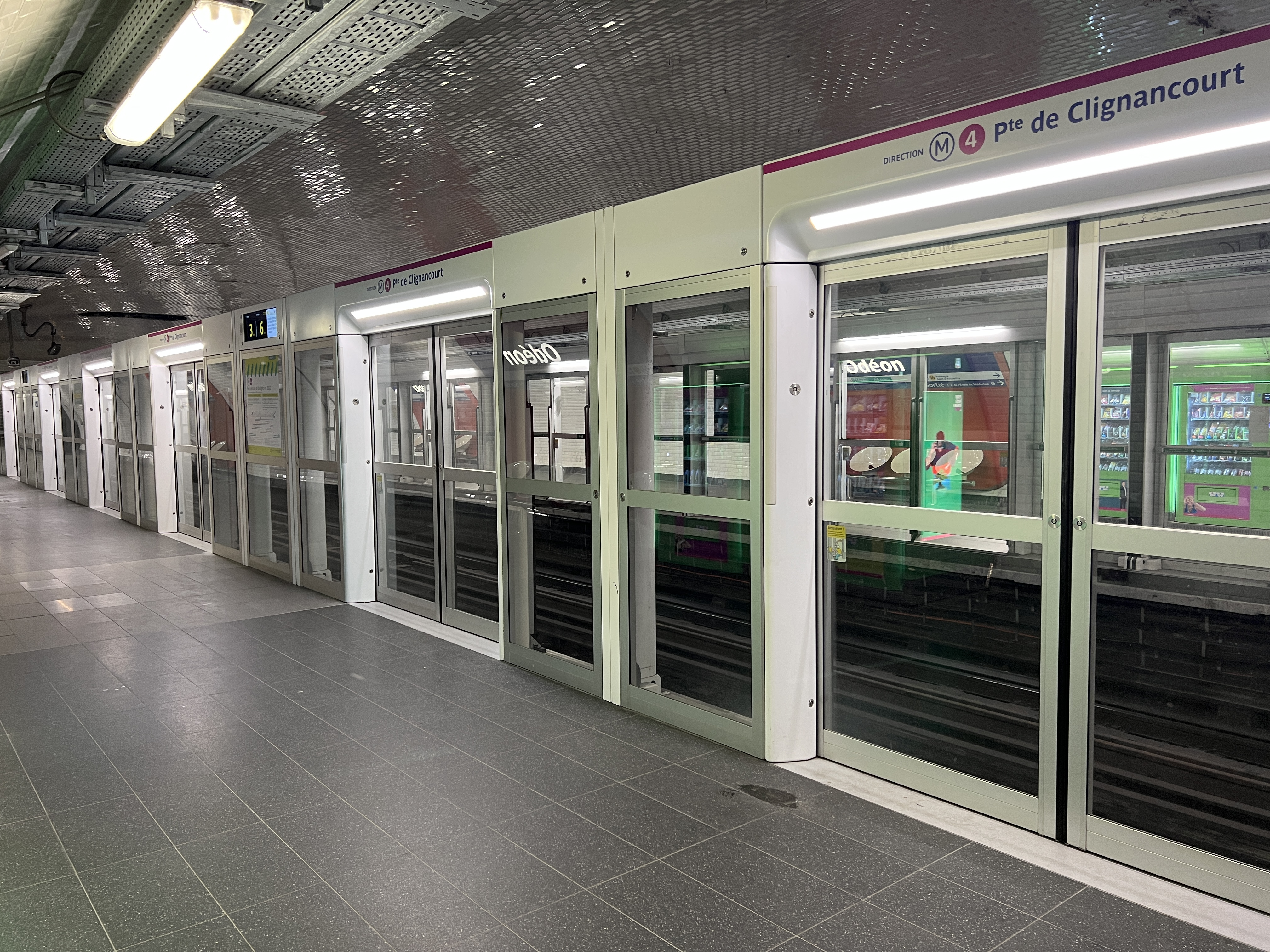
Odéon
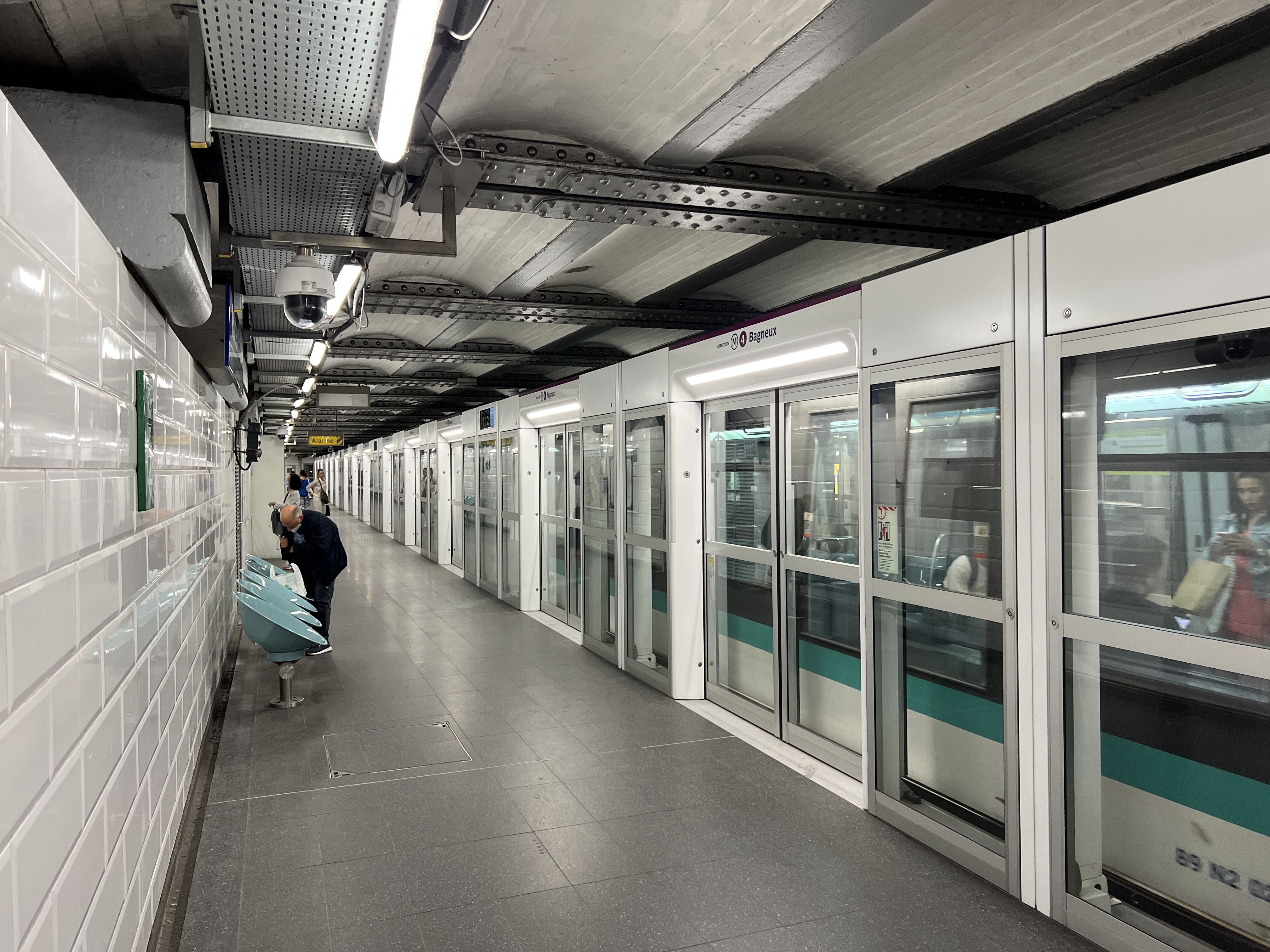
Porte d'Orleans
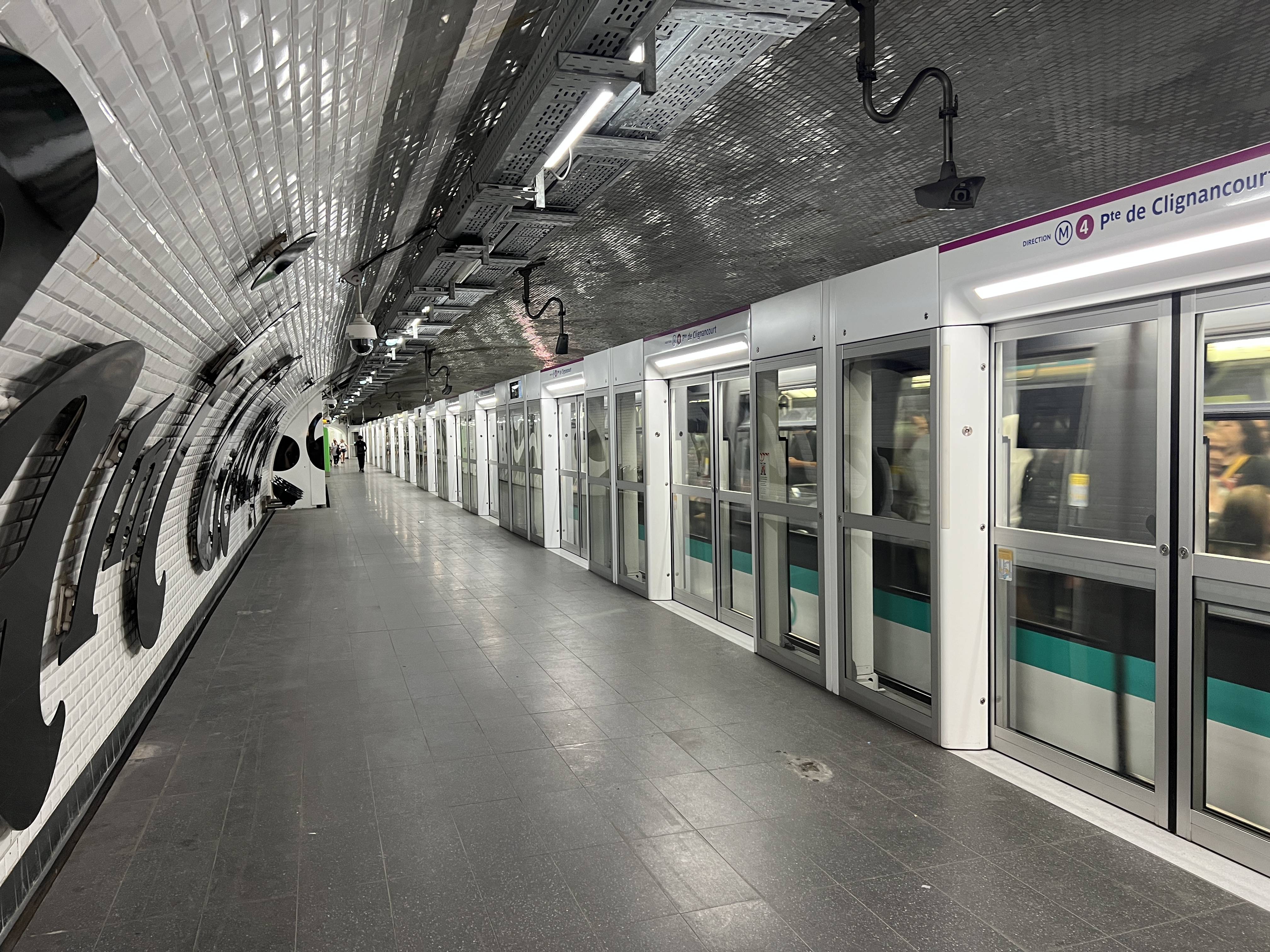
Saint-Germain-des-Prés
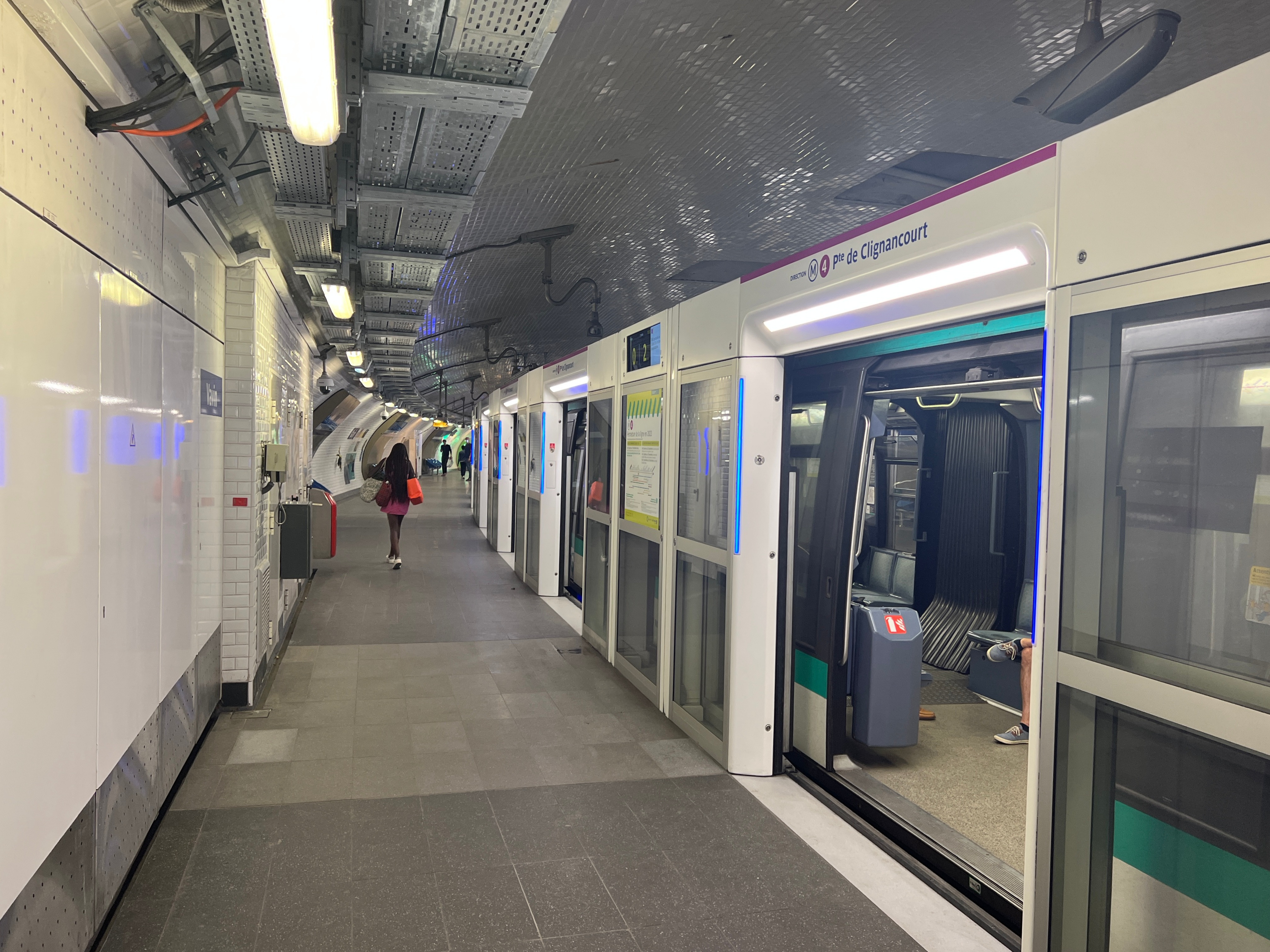
Vavin
- Vavin